# Vidar Riseth
Vidar Riseth (født 21. april 1972 i Frosta, Norge) er en tidligere norsk fodboldspiller, der spillede som midtbanespiller. Han var igennem sin 19 år lange karriere på klubplan tilknyttet Neset, Rosenborg, Kongsvinger, Luton Town, Linz, Celtic, 1860 München, Lillestrøm og Strømsgodset. For Norges landshold spillede han 52 landskampe og scorede fire mål. Han deltog ved VM i 1998 og EM i 2000.